# كوينسي دوبي
كوينسي دوبي (بالإنجليزية: Quincy Douby)‏ مواليد 16 مايو 1984 في بروكلين، هو لاعب كرة سلة أمريكي. بدأ مسيرته الاحترافية في سنة 2006. تم اختياره من قبل فريق سكرامنتو كينغز خلال الدرافت. يحمل الرقم 11. يبلغ طوله 6 قدم 3 بوصة (1.9 م).

## المسيرة الاحترافية
لعب مع سكرامنتو كينغز من سنة 2006 إلى 2009، ثم لعب مع تورونتو رابتورز في سنة 2009، ثم لعب مع سنجان فلاينج تايجرز في الدوري الصيني في موسم 2010–2011، ثم لعب مع سي بي مورسيا في الدوري الإسباني في سنة 2012، ثم لعب مع الحكمة اللبناني في سنة 2013.

## إحصائيات المسيرة

### الرابطة الوطنية لكرة السلة

#### الموسم الاعتيادي
| السنة   | الفريق          | لعب | بدأ | دقيقة | ميداني% | ثلاثية | حرة  | ارتداد | صنع | استلاب | تصدي | نقطة |
| ------- | --------------- | --- | --- | ----- | ------- | ------ | ---- | ------ | --- | ------ | ---- | ---- |
| 2006–07 | سكرامنتو كينغز  | 42  | 0   | 8.5   | .381    | .240   | .733 | .9     | .4  | .4     | .1   | 2.8  |
| 2007–08 | سكرامنتو كينغز  | 74  | 0   | 11.8  | .394    | .344   | .923 | 1.1    | .7  | .4     | .2   | 4.8  |
| 2008–09 | سكرامنتو كينغز  | 20  | 0   | 11.4  | .341    | .270   | .933 | 1.3    | .7  | .1     | .2   | 4.2  |
| 2008–09 | تورونتو رابتورز | 7   | 0   | 10.4  | .545    | .444   | .750 | 1.0    | 1.7 | .4     | .0   | 4.4  |
| المسيرة |                 | 143 | 0   | 10.7  | .389    | .312   | .884 | 1.1    | .7  | .3     | .1   | 4.1  |

## روابط خارجية
- كوينسي دوبي على موقع إن بي أي (الإنجليزية)
- كوينسي دوبي على موقع سبورتس رفرنس (الإنجليزية)
- كوينسي دوبي على موقع كرة السلة الأوروبية.كوم (الإنجليزية)
- كوينسي دوبي على موقع كلية كرة السلة في سبورتس رفرنس.كوم (الإنجليزية)
- كوينسي دوبي على موقع ريلجم (الإنجليزية)
- كوينسي دوبي على موقع بروبوليرز (الإنجليزية)
- كوينسي دوبي على موقع سبورتس رفرنس (الإنجليزية)
- كوينسي دوبي على موقع سبورتس رفرنس (الإنجليزية)